# Musculi scaleni

Lage der Musculi scaleni

Als Musculi scaleni (deutsch Treppenmuskeln; Singular Musculus scalenus, scalenus, latinisierte Form des griechischen σκαληνός „schief“, „ungleichseitig“) wird eine Gruppe von Skelettmuskeln am Brustkorb der Säugetiere bezeichnet:
- Musculus scalenus anterior, bei Tieren Musculus scalenus ventralis
- Musculus scalenus medius
- Musculus scalenus posterior, bei Tieren Musculus scalenus dorsalis.

Gelegentlich findet sich beim Menschen noch ein Musculus scalenus minimus hinter der unteren Portion des Musculus scalenus anterior.
Die Musculi scaleni gehören zu den hypaxialen Skelettmuskeln des Rumpfs. Während die Zuordnung beim Menschen eindeutig ist, ist diese Muskelgruppe vergleichend-anatomisch kompliziert, weil nicht bei allen Säugetieren alle Muskeln ausgebildet sind. In der Veterinäranatomie wird daher die Beziehung zum Plexus brachialis als Einordnungskriterium verwendet. Zwischen Musculus scalenus ventralis und Musculus scalenus medius (früher wurden beide Muskeln zum Musculus scalenus primae costae zusammengefasst) tritt der Plexus brachialis hindurch („hintere Skalenuslücke“ des Menschen). Der Musculus scalenus dorsalis wurde früher auch als Musculus scalenus supracostalis bezeichnet.